# Germanico Malaspina

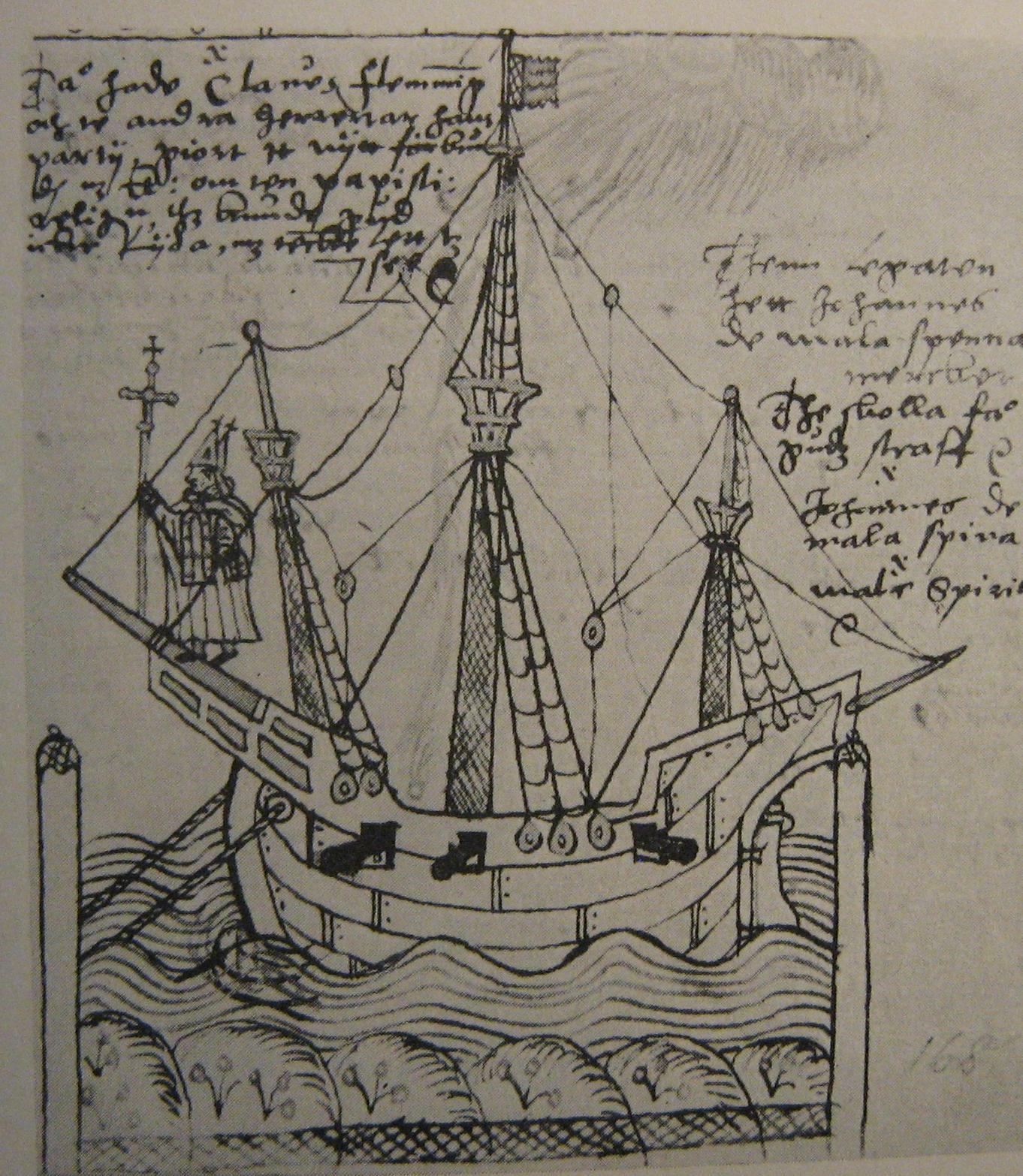
Teckning ur Joen Petri Klints Om the tekn och widunder som föregingo thet liturgiske owäsendet. Teckningen föreställer hur blixten slår ned i Germanico Malaspinas skepp, som 1594 låg i Stockholms skärgård och väntade på vind.

Germanico Malaspina, född omkring 1550 i Parma, död 9 oktober 1603, var biskop av San Severo i Apulien, jesuit och påvlig nuntie.

## Biografi
Malaspina var son till en hovman hos hertigen av Parma. Efter att ha bedrivit studier i Perugia kom Malaspina år 1568 till kardinal Alessandro Farneses hov i Rom. Under ett par år från 1570 studerade han teologi i Padua, men började redan 1572 sin diplomatiska bana som sekreterare hos den påvlige nuntien Nicolò Ormanetto i Madrid. År 1578 var han åter vid kurian i Rom, och skickades av påven med den gyllene rosen till hertiginnan av Parma. År 1580 blev han nuntie hos ärkehertig Karl i Inner-Österreich (Steiermark), och under denna tid hade han två viktiga uppdrag, dels att bevaka riksdagen i Augsburg 1582, dels att övervara ärkebiskopsvalet i Köln 1583. Samma år blev han själv utnämnd till biskop av San Severo i Apulien – ett litet land på den italienska stövelklacken som vid denna tid ofta hade förhärjats av turkarna. Åren 1584-1586 var Malaspina nuntie hos den tysk-romerske kejsaren Rudolf II. De närmast följande åren tycks han ha varit trogen sitt stift i San Severo, men efter påve Sixtus V:s död 1590 blev han för en kort tid nuntie i Neapel.

## Försöket att rekatolicera Sverige
Clemens VIII hade som nybliven påve 1592 två stora politiska mål: dels att samla alla katolska makter till ett korståg mot turkarna, dels att återföra de nordiska länderna till katolicismen. Så snart det blev känt i Rom att Johan III hade avlidit vintern 1592, tillsattes en specialkongregation av sex kardinaler för att dra upp riktlinjerna för den katolska återerövringen av Sverige. Malaspina utsågs därvid till nuntie i Polen, vars kung Sigismund nu hade arvsrätten till den svenska tronen. Sigismund var katolik och blev ett villigt redskap för den politik, som i stor utsträckning kom att utformas av Malaspina. Problemet var att de svenska lutheranerna skyndade att vidta motåtgärder genom att, egentligen olagligt, sammankalla ett kyrkomöte, det så kallade Uppsala möte, 1593, där Johan III:s katolskinfluerade liturgi förkastades, liksom andra kvardröjande katolska bruk. Den augsburgska bekännelsen fastslogs för första gången som den svenska statskyrkans grundval. Vidare kunde såväl världsliga som kyrkliga makthavare vid detta möte enas om att Sigismund inte fick krönas till svensk kung, med mindre än att han i sin kungaförsäkran lovade att rätta sig efter Uppsala mötes beslut. Malaspina, som följt Sigismund till Stockholm, uppmanade kungen att agera principfast och inte acceptera de svenska kraven. Denna kompromisslösa hållning bidrog i sådan grad till att reta upp lutheranerna, att Malaspina anmodades att lämna landet och hertig Karl hotade att hans liv var i fara om han stannade kvar. Malaspina nekade dock att sätta sig själv i säkerhet. I slutändan, efter det att kröningen blivit flera gånger uppskjuten, blev Sigismund likväl tvingad att gå med på alla de svenska kraven, men den långa process som ledde dit hade för all framtid ohjälpligt försvagat hans ställning. Efter sin kungaförsäkran avgav Sigismund dessutom inför Malaspina en hemlig protest (nu i Archivio Segreto Vaticano), vari han förklarade att han inte kände sig moraliskt förpliktigad att uppfylla de löften som blivit honom avtvingade av kättare. Hans kungaförsäkran var med andra ord av noll och intet värde. 
Denna hemliga protest har av en äldre tids historiker setts som bevis för det katolska partiets svekfullhet. Rimligare är att se den som resultatet av en kunglig balansgång mellan två mäktiga men oförenliga viljor. Även protesten kan ha blivit framtvingad – denna gång av Malaspina och kungens jesuitiska biktfäder. I vilket fall som helst skulle den knappast ha kunnat få någon praktisk betydelse, eftersom kungen aldrig var ens i närheten av en sådan maktställning att han på allvar kunnat hota den lutherska bekännelsekyrkan i Sverige.

## Malaspinas senare år
Efter misslyckandet i Sverige kunde Malaspina nu ägna sig åt att med Sigismunds hjälp befästa katolicismens ställning i Polen. Det lutherska partiet, som en gång haft en framträdande ställning i detta land, utplånades fullständigt. Jesuiterna angrep också historien, och lyckades bränna upp praktiskt taget alla handlingar rörande den polska reformationen, varför man i dag finner långt fler och bättre samtida källor om detta ämne i England – dit landsflyktiga polska protestanter kom – än som finns kvar i hemlandet.
Sedan Sverige 1598 definitivt gått förlorat för katolicismen, slappnade också kurians intresse för detta avlägsna land. I stället blev det kriget i Ungern, och dess världspolitiska följder, som nu kom att behärska kurians politik. År 1599 sändes Malaspina för att lösa tvisten om Transsylvanien. Förhindrad av sjukdom hann han dock inte ingripa förrän striden redan var avgjord; han hamnade därför i onåd i Rom och hemkallades.
Om Malaspinas sista levnadsår finns blott få uppgifter. Hans skriftliga kvarlåtenskap är dock omfattande; förutom en stor privat brevväxling finns mängder av depescher.
Malaspina sågs som en av sin tids främsta diplomater; målmedveten, energisk och fullständigt behärskande alla diplomatins tekniska finesser. Men han var också otålig, och vägrade ofta ta hänsyn till motsidans argument, även då kompromisser skulle långsiktigt ha tjänat hans egen sak. Höjdpunkten i Malaspinas karriär inföll under hans tid hos Sigismund; men det var genom Malaspinas politik som kungens ställning i Sverige blev så försvagad att han till sist blev avsatt. Någon möjlighet att åter göra Sverige katolskt skulle Sigismund visserligen inte ha haft; men med honom på tronen skulle Sverige näppeligen ha gått med i trettioåriga kriget på protestanternas sida – vilket var den enskilda händelse som slutgiltigt kom att krossa den offensiva katolska motreformationen i Europa. Så kom Malaspinas kompromisslöshet och otålighet att få världshistoriska följder cirka 30 år efter hans död.